# Nard
El nard (Agave amica, anteriorment Polianthes tuberosa) és una espècie de planta de la família Asparagaceae originària de Mèxic. És una planta perenne que fa espigues d'uns 45 cm amb flors blanques i fragants. Les flors s'obren cap al vespre i es mantenen obertes de nit. L'arrel és tuberosa. S'utilitza com altres 11 espècies del mateix gènere en perfumeria.

## Descripció
Planta herbàcia, amb una arrel bulbosa que pot mesurar més d'1 m. Les fulles són de color verd intens i allargades (30-60 cm de llarg per 1-1,5 cm d'ample) i creixen agrupades des de la base de la planta. La inflorescència és una espiga simple d'uns 30-60 cm de llarg amb 8-12 flors hermafrodites en forma de campanetes, de 6 tèpals, generalment de color blanc i aspecte cerós. Són molt oloroses. Apareixen des de la base de l'espiga fins a l'àpex. Des del bulb en neixen altres petits bulbs dels quals sortiran plantes noves properes a la planta mare.

## Distribució i hàbitat
Es considera una planta originària del centre i sud de Mèxic, tot i que ja no es troba en estat silvestre potser degut a la seva domesticació pels natius prehispànics (asteques, maies). Es distribueix per nombrosos països tropicals i de clima temperat.

## Taxonomia
Carl von Linné va descriure aquesta espècie per primera vegada en Species Plantarum (1753) i l'anomenà Polianthes tuberosa. El 1790, Friedrich Kasimir Medikus va descriure amb el nom de Tuberosa amica la que posteriorment s'ha considerat la mateixa espècie. Els estudis morfològics i filogenètics han demostrat que Polianthes pertany clarament al gènere Agave i recentment se l'ha inclòs en aquest darrer.

### Sinonímia
Agave tuberosa (L.) Thiede & Eggli (1999), nom. illeg.
Agave polianthes Thiede & Eggli (2001).
Crinum angustifolium Houtt. (1780).
Tuberosa amica Medik. (1790).
Polianthes gracilis Link (1821).
Polianthes tuberosa var. gracilis (Link) Baker (1888).
Polianthes tuberosa f. plena Moldenke (1948).